# Viru Keskus
Viru Keskus est un centre commercial situé à Tallinn en Estonie.

## Présentation
Le centre commercial Viru Keskus compte plus d'une centaine de magasins pour une surface commerciale de 32 000 m² et est ouvert tous les jours de 9h00 à 21h00. 
Le centre comprend des magasins de vêtements, des restaurants, des établissements de restauration rapide et des cafés.
Son chiffre d'affaires annuel est d'environ 142 millions d'euros et le nombre annuel de visiteurs est d'environ 16 millions. 
Le Viru Keskus appartient (73%) à la société finlandaise Pontos.
La gare routière de Viru Keskus (et) de l'Autorité des transports de Tallinn est située sous le Viru keskus.

## Galerie

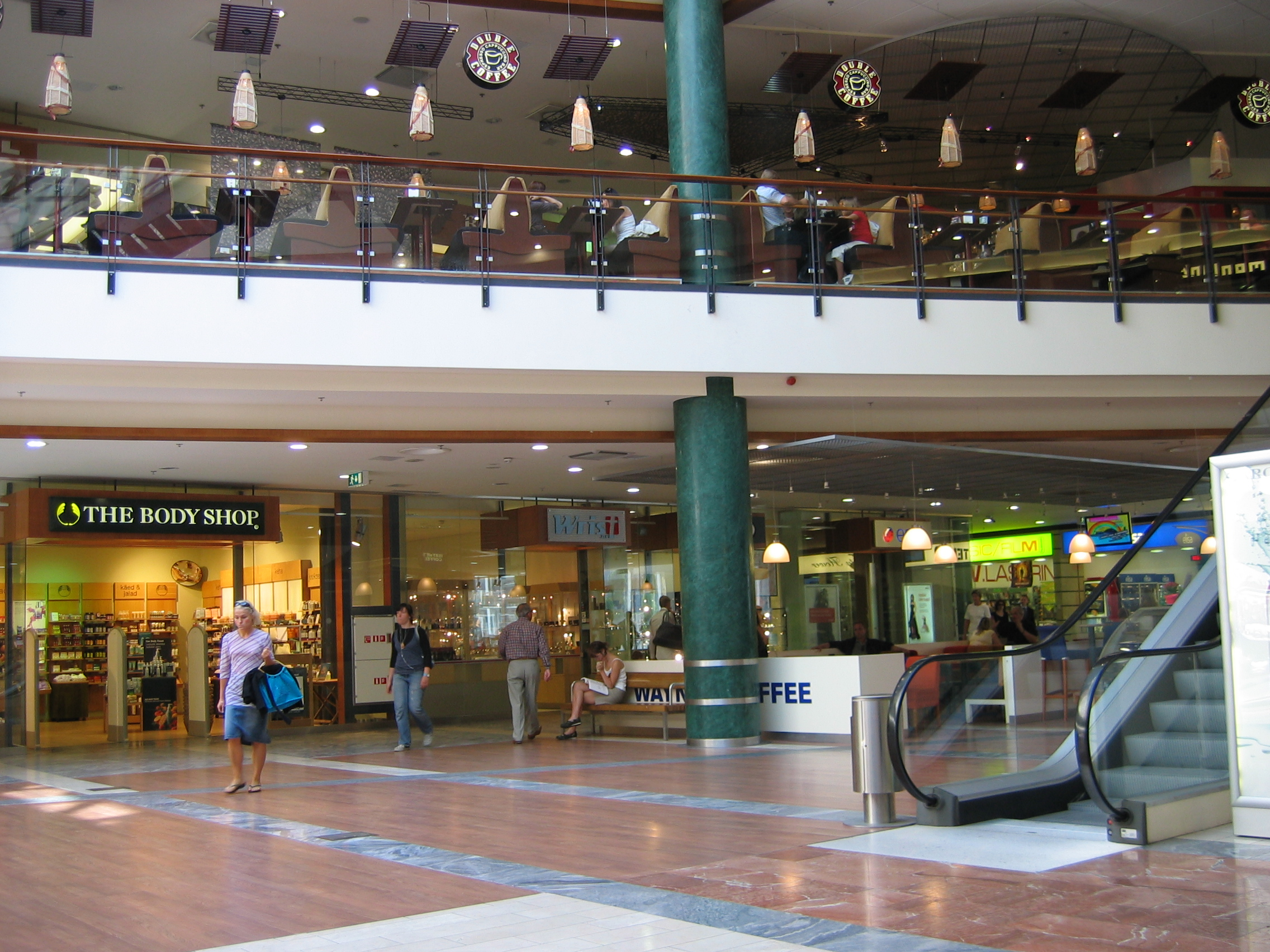
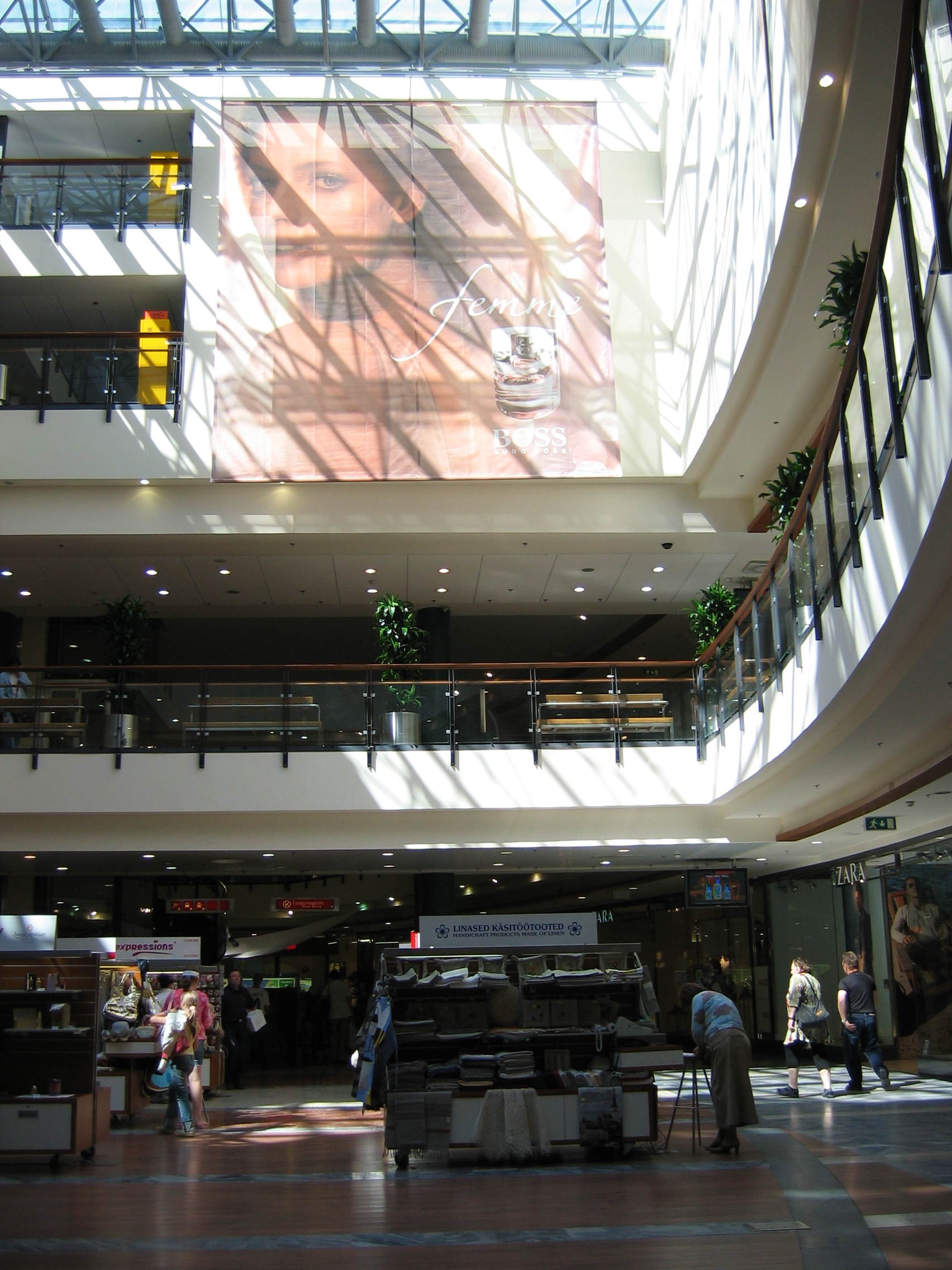
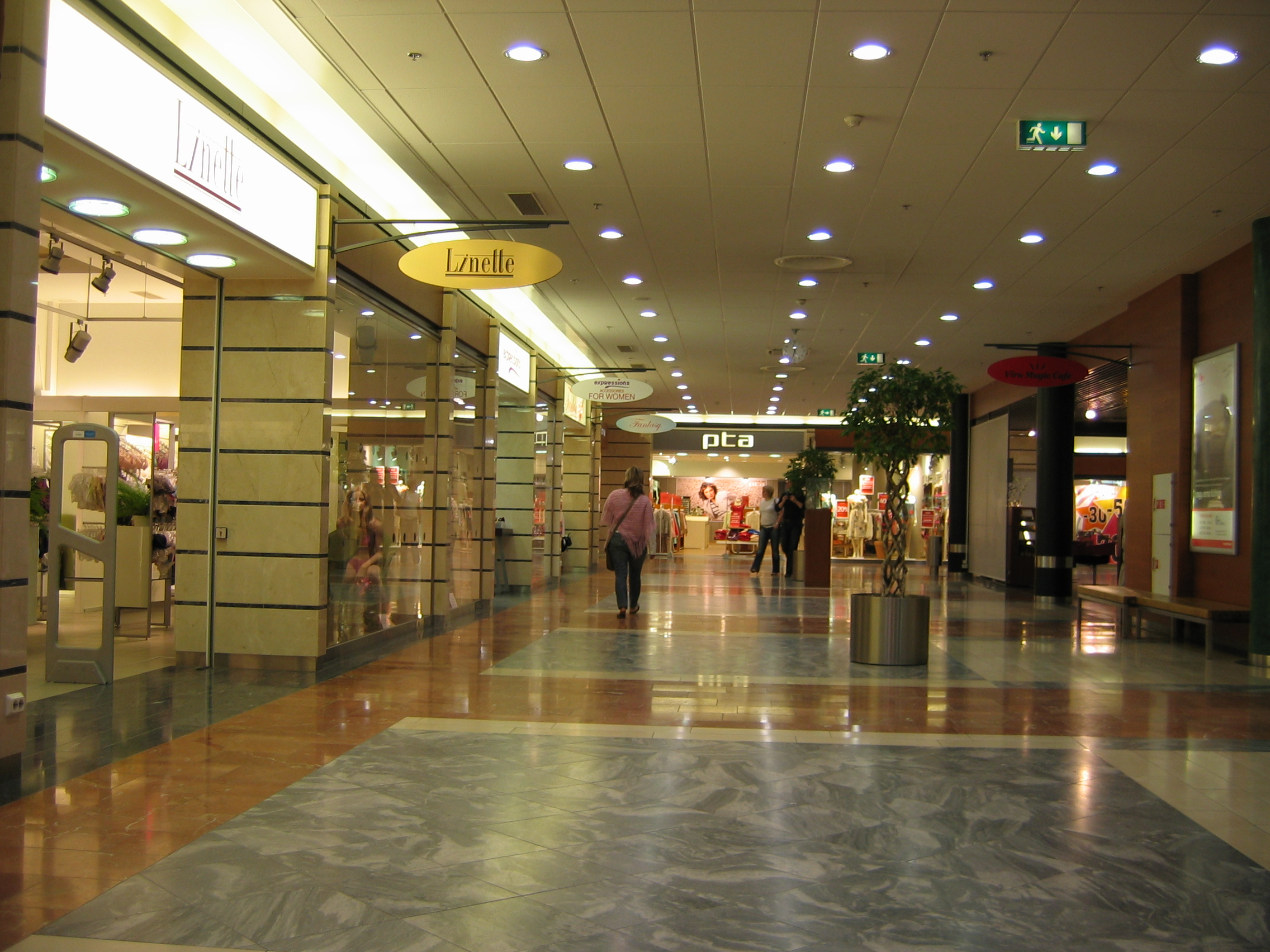
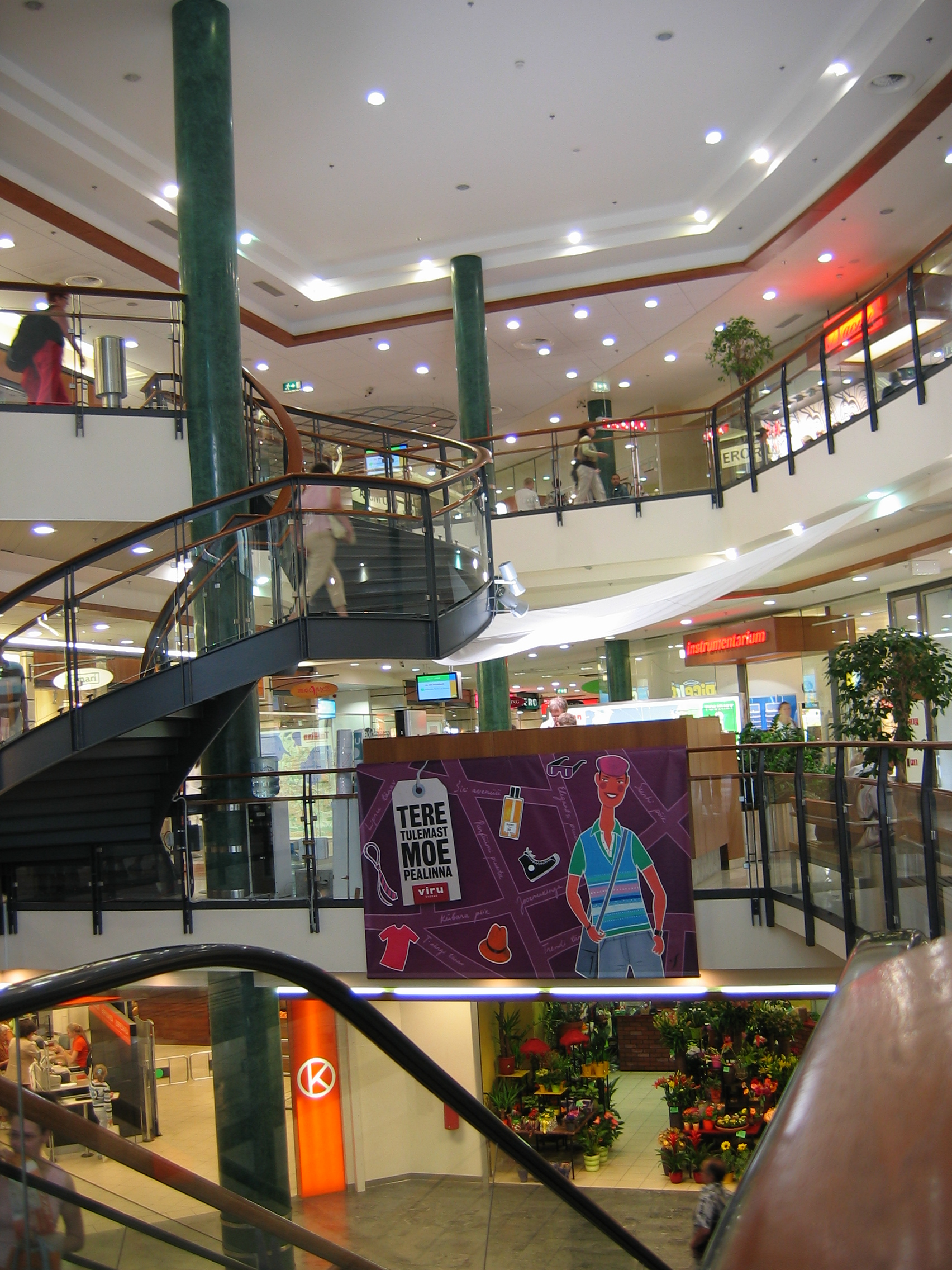